# Dyenmonus cylindroides
Dyenmonus cylindroides là một loài bọ cánh cứng trong họ Cerambycidae.